# Дорога (фільм, 1965)
«Дорога́» (англ. Darling) — британський художній фільм 1965 року режисера Джона Шлезінгера. Фільм займає 83-е місце у списку «100 найкращих британських фільмів за 100 років за версією Британського кіноінституту».

## Сюжет
Одружена модель-початківиця Діана Скот (Джулі Крісті) заводить роман з одруженим журналістом Робертом Ґолдом (Дірк Богард), який вводить її до вищих верств суспільства та світського життя. Вони обоє покидають свої сім'ї і починають жити разом. Однак дуже швидко Діана знаходить нових чоловіків, які можуть дати їй більше. Тож на кому вона зупиниться…

## Ролі виконують
- Джулі Крісті — Діана Скот
- Лоуренс Гарві — Майлс Бранд
- Дірк Богард — Роберт Ґолд
- Хосе Луїс де Віляйонга[es] — герцог Чезаре Роміта
- Роланд Карем[en] — Малькольм

## Нагороди
- 1965 Премія Спільноти кінокритиків Нью Йорка (New York Film Critics Circle, NYFCC):
  - за найкращий фільм
  - найкращому режисерові[en] — Джон Шлезінгер
  - найкращій акторці[en] — Джулі Крісті
- 1966 Премія «Оскар» Академії кінематографічних мистецтв і наук:
  - Премія «Оскар» за найкращу жіночу роль — Джулі Крісті
  - Премія «Оскар» за найкращий оригінальний сценарій — Фредерик Рафаель
  - Премія «Оскар» за найкращий дизайн костюмів — Джулі Гарріс[en]
- 1966 Премія «Золотий глобус» Голлівудської асоціації іноземної преси:
  - за найкращий англомовний іноземний фільм[en]
- 1966 Премія BAFTA, Британської академії телебачення та кіномистецтва:
  - за найкращу головну жіночу роль — Джулі Крісті
  - за найкращу головну чоловічу роль[en] — Дірк Богард
  - за найкращу сценографію[en] — Рей Сім
  - за найкращий сценарій[en] — Фредерик Рафаель
- 1966 Премія «Лаврова нагорода»[en]:
  - за найкращу жіночу роль[en] — Джулі Крісті
- 1966  Премія Національної ради кінокритиків США: 
  - найкращому режисерові — Джон Шлезінгер
  - найкращій акторці — Джулі Крісті
  - 10-ка найкращих фільмів[en] — N 6.
- 1966 Премія Гільдії письменників Великої Британії[en]:
  - за найкращий британський комедійний сценарій — Фредерик Рафаель
  - за видатний британський оригінальний сценарій — Фредерик Рафаель
- 1967 Премія мексиканських кіножурналістів (Mexican Cinema Journalists):
  - премія «Срібна Богиня» найкращій іноземній акторці — Джулі Крісті

## Навколо фільму

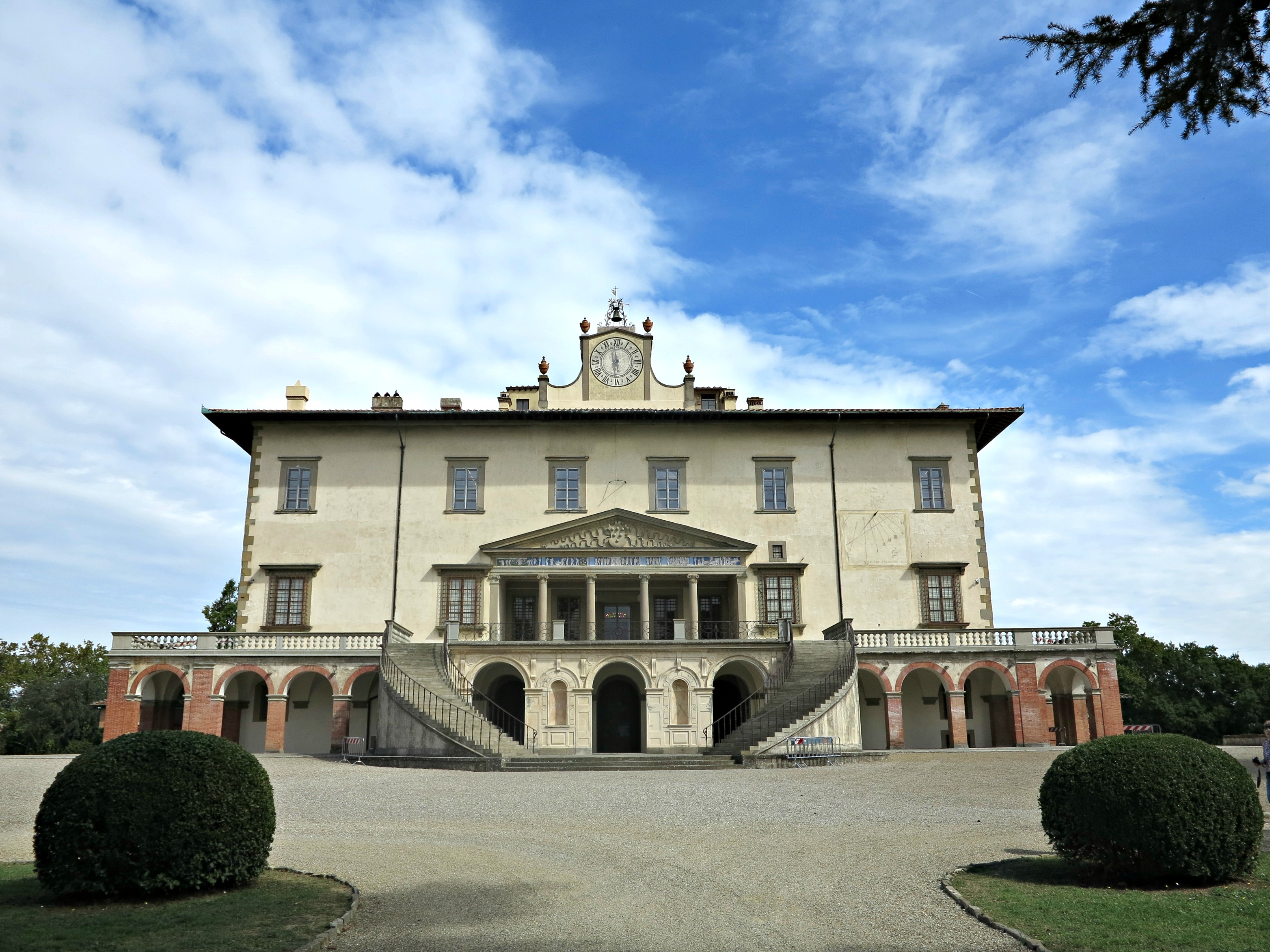
Вілла Медічі в Поджо-а-Каяно у регіоні Тоскана. 2005

- Це другий фільм Джона Шлезінгера з участю Джулі Крісті. Першим був «Біллі-брехун» (Billy Liar, 1963), а третім, «Далеко від божевільної юрби» (Far from the Madding Crowd, 1967).
- Деякі сцени фільму знімалися на віллі Медічі в Поджо-а-Каяно у регіоні Тоскана в Італії.